# 天地金乃神
天地金乃神（てんちかねのかみ）とは、金光教の奉祭神の名称である。金光教では、この天地金乃神と、教祖生神金光大神を併せて主祭神としている。
- 神道本局に属した神道金光教会時代には、この名称は使うことが出来ず、日乃大御神・月乃大神・金乃大神の三神とした。

- 現行の金光教教規前文では、

本教は、天地金乃神が、神と人とあいよかけよで立ち行くあり方を世界に実現するため、教祖生神金光大神に取次を頼み、教祖がこれを受けたことに始まる。　天地金乃神は、天地万有を生かす無限のはたらきであり、人間をはじめ万物のいのちの根源である。神は、人間を神のいとし子として愛してやまず、人間が助かり立ち行くことを、ひたすら願っている。人間は、神の恵みと慈しみの中に生かされて生き、神の心を分け与えられ、そのはたらきによって神の願いを現すことができるのである。神と人とは、「人あっての神　神あっての人」の関係にある。　人間は、この天地の道理を知らないところから、人間中心の生き方に陥り、そこに神との隔たりができ、難儀が生まれる。人間の難儀は神の苦しみであり、人間が助かることが神も助かることである。神と人とを結び、神と人と共に助かる神願を実現していくはたらきが、生神金光大神取次である。
とかかれており、天地金乃神を「はたらき」「いのちの根源」という概念でとらえている。
- 金光教祖は、「天地金乃神」と呼称したが、晩年まで「金神様」や「金乃神様」とも呼称していた。「日天四 月天四 丑寅未申鬼門金乃神」などと神名を書いている。以下の様な神名を「天地書附」を書いた後も、以下のように「おしらせ事覚帳」に記している。

「八月十九日、総氏子のため仰せつけられ。
日天四　丑寅　
鬼門金神
月天四　未申　
日本に知らん者なし、おかげ受けた者もなし。今般、結構なおかげを知らせ、知っておかげ受けん人あり。
酉八月十九日、
日天四　　金光大神 人力威命
惣身命　金乃神　神力明賀命
月天四　　大しょうぐん不残金神 土田命
たずねる氏子あれば申して聞かせ、苦しゅうなし。」（原本は縦書き。明治6年8月19日（旧暦））